# Mark Korir
Mark Korir (n. 10 de enero de 1985) es un corredor de larga distancia keniano.

## Biografía
Nació en Kenia 1985. Fue el segundo clasificado de la Maratón de Berlín de 2022. Entre sus mejores marcas, se cuentan un 28:01 para los diez kilómetros, 1:00:49 para la media maratón y 2:05:49 para la maratón.